# Flumetazon
Flumetazonul (de obicei sub formă de ester al acidului pivalic, pivalat de flumetazon), este un corticosteroid pentru uz topic. Este utilizat în cazul afecțiunilor cutanate, având acțiune antiinflamatoare, antipruritică, antialergică și de normalizare a procesului de keratinizare. Preparate similare pot fi găsite sub denumirile flumetasone pivalate, cerson, locacorten, lorinden.